# Barton Gellman
Pour les articles homonymes, voir Gellman.
Barton David Gellman, né en 1960, est un journaliste, écrivain et blogueur américain. Il est lauréat de deux prix Pulitzer pour ses articles sur les attentats du 11 septembre 2001 et sur l'influence profonde du vice-président Dick Cheney sur la politique américaine.
En mai 2013, il est contacté par Edward Snowden et publie régulièrement depuis le 6 juin 2013 de nouvelles révélations sur les programmes de surveillance des services de renseignement électroniques américains, basées sur les documents top secrets fournis par l'ancien collaborateur de la NSA et de la CIA.

## Carrière
Après 21 années comme collaborateur du Washington Post, Barton Gellman démissionne en février 2010 pour se concentrer sur l'écriture d'un nouveau livre, tout en contribuant régulièrement pour le Time.

### Les révélations d'Edward Snowden
Le 6 juin 2013, il publie avec Laura Poitras le premier article révélant l'existence du programme de surveillance PRISM.
Le 24 décembre 2013, il publie dans le Washington Post une longue interview d'Edward Snowden qu'il a rencontré à Moscou.

## Distinctions
- En 2002, il a partagé le prix Pulitzer dans la catégorie "National reporting" pour ses articles sur les attentats du 11 septembre avec le personnel du Washington Post[5],[6],[7].
- En 2008, à la suite de la publication de son best-seller sur le vice-président Dick Cheney[1], il obtient de nouveau le prix Pulitzer dans la catégorie "National reporting"[8], avec son collègue Jo Becker (en).
- Prix George-Polk 2013 du reportage sur la sécurité nationale, avec Ewen MacAskill, Glenn Greenwald et Laura Poitras du Guardian pour leurs enquêtes basées sur les documents de la NSA[9].

## Publications
- (en) Barton Gellman, Contending with Kennan, Praeger Publishers Inc, septembre 1985, 112 p. (ISBN 978-0-03-006192-9)
- (en) Barton Gellman, Angler : The Cheney Vice Presidency, Penguin Books, 2008 (ISBN 978-1-59420-186-8)